# Julie King
Julie O'Toole King (San Luis, Misuri, Estados Unidos; 21 de octubre de 1989) es una futbolista estadounidense. Juega como defensora y su último equipo fue el Orlando Pride de la National Women's Soccer League (NWSL) de Estados Unidos.
King fichó para el Orlando Pride en agosto de 2019 y debutó para el equipo dos días después en una derrota ante el Houston Dash por 1 a 0.

## Estadísticas

### Clubes
| Club                   | País           | Año         |
| ---------------------- | -------------- | ----------- |
| Boston Breakers        | Estados Unidos | 2012 - 2017 |
| North Carolina Courage | Estados Unidos | 2018 - 2019 |
| Orlando Pride          | Estados Unidos | 2019 - 2020 |